# Milan Associazione Calcio 1976-1977
Questa voce raccoglie le informazioni riguardanti il Milan Associazione Calcio nelle competizioni ufficiali della stagione 1976-1977.

## Stagione

Rivera e il nerazzurro Sandro Mazzola prima del derby (0-0) del 27 marzo 1977.

Il nuovo allenatore del Milan per la stagione 1976-1977 è Giuseppe Marchioro mentre Gianni Rivera ritorna capitano della squadra dopo la partenza di Romeo Benetti, passato alla Juventus in cambio di Fabio Capello. Altri movimenti di rilievo del calciomercato sono la cessione di Luciano Chiarugi e l'acquisto di Giorgio Morini.
La stagione inizia con le 4 partite del girone del primo turno di Coppa Italia, dove il Milan ottiene 3 vittorie (con Catania, Lazio e Novara) e un pareggio con l'Atalanta, chiudendo il raggruppamento al primo posto a 7 punti a pari merito con i bergamaschi. Ad accedere al secondo turno, che si disputerà al termine della stagione, nel mese di giugno, sono i rossoneri per la miglior differenza reti (+6 contro +5).

Rivera con la Coppa Italia 1976-1977

In campionato il Milan, dopo la vittoria nella prima giornata contro il Perugia, colleziona 9 pareggi, 4 sconfitte e una sola vittoria chiudendo così il girone d'andata in 11ª posizione con 13 punti, 3 in più della zona retrocessione. La società decide di esonerare Marchioro e chiama al suo posto Nereo Rocco, ma la sostituzione in panchina non cambia la situazione e i rossoneri continuano a stare nelle zone basse della classifica. Nella penultima giornata il Milan vince per 3-2 la gara interna contro il Catanzaro, anch'esso in lotta per non retrocedere, e si garantisce così la salvezza, insieme al successo nel turno successivo con il Cesena. Alla fine i rossoneri chiudono il campionato al 10º posto (appaiati a Genoa e Bologna) con 27 punti frutto di 17 pareggi, 5 vittorie e 8 sconfitte, a 3 punti dalla zona retrocessione: i 17 pareggi in 30 partite sono un record che sarà successivamente battuto dal Perugia nel 1978-1979 (19 pareggi), e dall'Udinese nel 1982-1983 con 20 pareggi, mentre le sole 5 vittorie sono tuttora il numero di successi più basso per i rossoneri da quando è stato introdotto il girone unico nella stagione 1929-1930.
In Coppa UEFA il Milan elimina nei trentaduesimi di finale i rumeni della Dinamo Bucarest (0-0 all'andata a Bucarest e 2-1 nel ritorno a Milano) e nei sedicesimi di finale i bulgari dell'Akademik Sofia (sconfitta per 4-3 a Sofia e vittoria in casa per 2-0). Negli ottavi di finale i rossoneri affrontano gli spagnoli dell'Athletic Bilbao (poi finalista) che passano il turno grazie alla vittoria per 4-1 ottenuta a Bilbao e alla sconfitta per 3-1 subita a San Siro.
La stagione si conclude con le rimanenti partite di Coppa Italia: il Milan, nel girone con Bologna, Napoli e SPAL, ottiene 5 vittorie e un pareggio (nel ritorno contro il Bologna) e si qualifica per la finale del 3 luglio 1977, dove affronta l'Inter. Nel derby i rossoneri battono i nerazzurri per 2-0 con reti di Maldera e Braglia nel secondo tempo e conquistano così la loro 4ª Coppa Italia su 6 finali disputate, guadagnando anche la qualificazione alla Coppa delle Coppe 1977-1978. I milanisti Giorgio Braglia ed Egidio Calloni risultano i capocannonieri della manifestazione con 6 gol. È l'ultimo successo di Rocco, che lascia il Milan per la quarta volta e definitivamente. Il triestino scomparirà due anni più tardi. In questa stagione esordisce in Serie A Fulvio Collovati.

## Divise
La divisa è una maglia a strisce verticali della stessa dimensione, rosse e nere, con pantaloncini bianchi e calzettoni neri con risvolto rosso. La divisa di riserva è una maglia bianca con colletto e bordi delle maniche rossi e neri, pantaloncini bianchi e calzettoni bianchi con risvolto rosso e nero.
| Casa | Trasferta | Portiere |

## Organigramma societario[5]
Area direttiva
- Presidente: Vittorio Duina (fino al 29 maggio 1977), Felice Colombo (dal 30 maggio 1977)
- Vicepresidente: Ugo Gregorini

Area tecnica
- Direttore sportivo: Alessandro Vitali
- Allenatore: Giuseppe Marchioro (fino al 6 febbraio 1977)
- Direttore tecnico: Nereo Rocco (dal 7 febbraio 1977)
- Allenatore in seconda: Alvaro Gasparini
- Collaboratore tecnico: Francesco Zagatti[16] (da febbraio 1977)
- Preparatore atletico: Aristide Facchini

Area sanitaria
- Medico sociale: Giovanni Battista Monti
- Massaggiatore: Carlo Tresoldi

## Rosa
| N. |                   | Ruolo | Calciatore                    |
| -- | ----------------- | ----- | ----------------------------- |
|    | Italia (bandiera) | P     | Enrico Albertosi              |
|    | Italia (bandiera) | P     | Antonio Rigamonti             |
|    | Italia (bandiera) | D     | Angelo Anquilletti            |
|    | Italia (bandiera) | D     | Aldo Bet                      |
|    | Italia (bandiera) | D     | Simone Boldini                |
|    | Italia (bandiera) | D     | Fulvio Collovati              |
|    | Italia (bandiera) | D     | Aldo Maldera                  |
|    | Italia (bandiera) | D     | Giuseppe Sabadini             |
|    | Italia (bandiera) | D     | Maurizio Turone               |
|    | Italia (bandiera) | C     | Giorgio Biasiolo              |
|    | Italia (bandiera) | C     | Alberto Bigon (vice capitano) |

| N. |                   | Ruolo | Calciatore               |
| -- | ----------------- | ----- | ------------------------ |
|    | Italia (bandiera) | C     | Fabio Capello            |
|    | Italia (bandiera) | C     | Duino Gorin              |
|    | Italia (bandiera) | C     | Giovanni Lorini          |
|    | Italia (bandiera) | C     | Giorgio Morini           |
|    | Italia (bandiera) | C     | Gianni Rivera (capitano) |
|    | Italia (bandiera) | A     | Giorgio Braglia          |
|    | Italia (bandiera) | A     | Egidio Calloni           |
|    | Italia (bandiera) | A     | Massimo Silva            |
|    | Italia (bandiera) | A     | Giorgio Tomba            |
|    | Italia (bandiera) | A     | Francesco Vincenzi       |

## Calciomercato

### Sessione estiva
| Acquisti | Acquisti          | Acquisti | Acquisti      |
| R.       | Nome              | da       | Modalità      |
| -------- | ----------------- | -------- | ------------- |
| P        | Antonio Rigamonti | Como     | definitivo    |
| D        | Simone Boldini    | Como     | definitivo    |
| C        | Fabio Capello     | Juventus | definitivo    |
| C        | Giovanni Lorini   | Venezia  | fine prestito |
| C        | Giorgio Morini    | Roma     | definitivo    |
| C        | Vincenzo Zazzaro  | Arezzo   | fine prestito |
| A        | Giorgio Braglia   | Napoli   | definitivo    |
| A        | Giovanni Sartori  | Venezia  | fine prestito |
| A        | Massimo Silva     | Ascoli   | definitivo    |

| Cessioni | Cessioni              | Cessioni    | Cessioni   |
| R.       | Nome                  | a           | Modalità   |
| -------- | --------------------- | ----------- | ---------- |
| P        | Pier Luigi Pizzaballa | Atalanta    | definitivo |
| P        | Franco Tancredi       | Rimini      | definitivo |
| D        | Giulio Zignoli        | Seregno     | definitivo |
| C        | Romeo Benetti         | Juventus    | definitivo |
| C        | Franco Bergamaschi    | Foggia      | definitivo |
| C        | Michele De Nadai      | Monza       | definitivo |
| C        | Nevio Scala           | Foggia      | definitivo |
| C        | Vincenzo Zazzaro      | Salernitana | definitivo |
| A        | Luciano Chiarugi      | Napoli      | definitivo |
| A        | Giovanni Sartori      | Udinese     | prestito   |
| A        | Silvano Villa         | Ascoli      | definitivo |

## Risultati

### Serie A

#### Girone di andata
| Arbitro: | Pieri (Genova) |

|                         |           |             |
| Maldera 20’ Capello 23’ | Marcatori | 43’ Vannini |

| Genova 10 ottobre 1976 2ª giornata | Sampdoria                    | 0 – 0 referto | Milan | Stadio Luigi Ferraris (26 980 spett.)\| Arbitro: \| Agnolin (Bassano del Grappa) \| |
| Arbitro:                           | Agnolin (Bassano del Grappa) |               |       |                                                                                     |

| Milano 24 ottobre 1976 3ª giornata | Milan               | 0 – 0 referto | Fiorentina | Stadio San Siro (40 124 spett.)\| Arbitro: \| Panzino (Catanzaro) \| |
| Arbitro:                           | Panzino (Catanzaro) |               |            |                                                                      |

| Arbitro: | Bergamo (Livorno) |

|                                          |           |             |
| Massa 5’ Orlandini 8’ Savoldi 80’ (rig.) | Marcatori | 4’ Vincenzi |

| Arbitro: | Menegali (Roma) |

|                                 |           |                              |
| Calloni 13’ Tardelli 17’ (aut.) | Marcatori | 21’, 80’ Bettega 54’ Benetti |

| Arbitro: | Agnolin (Bassano del Grappa) |

|                        |           |                     |
| Chiodi 37’ Maselli 50’ | Marcatori | 72’ Silva 90’ Bigon |

| Arbitro: | Serafino (Roma) |

|           |           |            |
| Silva 81’ | Marcatori | 43’ Marini |

| Arbitro: | Gonella (Torino) |

|                   |           |          |
| Di Bartolomei 16’ | Marcatori | 7’ Silva |

| Arbitro: | Reggiani (Bologna) |

|                      |           |                        |
| Bigon 13’ Morini 82’ | Marcatori | 41’ Ghetti 76’ Damiani |

| Arbitro: | Ciacci (Firenze) |

|                                  |           |              |
| Pirazzini 22’ Delneri 70’ (rig.) | Marcatori | 16’ Sabadini |

| Arbitro: | Barbaresco (Cormons) |

|             |           |                         |
| Martini 10’ | Marcatori | 48’ Maldera 52’ Calloni |

| Milano 9 gennaio 1977 12ª giornata | Milan                      | 0 – 0 referto | Verona | Stadio San Siro (25 265 spett.)\| Arbitro: \| Trinchieri (Reggio Emilia) \| |
| Arbitro:                           | Trinchieri (Reggio Emilia) |               |        |                                                                             |

| Milano 16 gennaio 1977 13ª giornata | Milan               | 0 – 0 referto | Torino | Stadio San Siro (56 174 spett.)\| Arbitro: \| Menicucci (Firenze) \| |
| Arbitro:                            | Menicucci (Firenze) |               |        |                                                                      |

| Arbitro: | Menegali (Roma) |

|              |           |  |
| Sperotto 13’ | Marcatori |  |

| Milano 6 febbraio 1977 15ª giornata | Milan            | 0 – 0 referto | Cesena | Stadio San Siro (26 004 spett.)\| Arbitro: \| Benedetti (Roma) \| |
| Arbitro:                            | Benedetti (Roma) |               |        |                                                                   |

#### Girone di ritorno
| Arbitro: | Serafino (Roma) |

|                                                |           |            |
| Vannini 15’ Novellino 54’ Cinquetti 79’ (rig.) | Marcatori | 89’ Rivera |

| Arbitro: | Agnolin (Bassano del Grappa) |

|                             |           |  |
| Morini 15’, 80’ Calloni 51’ | Marcatori |  |

| Arbitro: | Gonella (Torino) |

|                |           |                    |
| Bertarelli 71’ | Marcatori | 21’ (rig.) Calloni |

| Arbitro: | Ciacci (Firenze) |

|             |           |                |
| Calloni 35’ | Marcatori | 48’ Speggiorin |

| Arbitro: | Barbaresco (Cormons) |

|                                  |           |                  |
| Boninsegna 38’ (rig.) Causio 40’ | Marcatori | 3’ (aut.) Scirea |

| Arbitro: | Serafino (Roma) |

|                    |           |                  |
| Cereser 32’ (aut.) | Marcatori | 34’ (aut.) Bigon |

| Milano 27 marzo 1977 22ª giornata | Inter            | 0 – 0 referto | Milan | Stadio San Siro (67 988 spett.)\| Arbitro: \| Casarin (Milano) \| |
| Arbitro:                          | Casarin (Milano) |               |       |                                                                   |

| Arbitro: | Trinchieri (Reggio Emilia) |

|              |           |                |
| Biasiolo 52’ | Marcatori | 89’ Pellegrini |

| Arbitro: | Gonella (Torino) |

|             |           |  |
| Damiani 10’ | Marcatori |  |

| Milano 17 aprile 1977 25ª giornata | Milan             | 0 – 0 referto | Foggia | Stadio San Siro (46 474 spett.)\| Arbitro: \| Bergamo (Livorno) \| |
| Arbitro:                           | Bergamo (Livorno) |               |        |                                                                    |

| Arbitro: | Agnolin (Bassano del Grappa) |

|                      |           |                   |
| Bigon 14’ Rivera 30’ | Marcatori | 44’, 55’ Giordano |

| Verona 1º maggio 1977 27ª giornata | Verona          | 0 – 0 referto | Milan | Stadio Marcantonio Bentegodi (24 848 spett.)\| Arbitro: \| Serafino (Roma) \| |
| Arbitro:                           | Serafino (Roma) |               |       |                                                                               |

| Arbitro: | Lattanzi (Roma) |

|                         |           |  |
| Graziani 59’ Pulici 70’ | Marcatori |  |

| Arbitro: | Menicucci (Firenze) |

|                                |           |                                 |
| Silva 25’ Morini 52’ Bigon 56’ | Marcatori | 68’ (aut.) Calloni 87’ Arbitrio |

| Arbitro: | Serafino (Roma) |

|  |           |                 |
|  | Marcatori | 40’, 80’ Rivera |

### Coppa Italia

#### Primo turno
| Arbitro: | Gialluisi (Barletta) |

|                      |           |  |
| Morini 32’ Bigon 80’ | Marcatori |  |

| Arbitro: | Ciacci (Firenze) |

|              |           |                  |
| Giordano 32’ | Marcatori | 27’, 41’ Calloni |

| Arbitro: | Prati (Parma) |

|           |           |           |
| Silva 72’ | Marcatori | 56’ Fanna |

| Arbitro: | Trinchieri (Reggio Emilia) |

|  |           |                                   |
|  | Marcatori | 25’ Bet 30’ (aut.) Vriz 87’ Silva |

#### Secondo turno
| Arbitro: | Lattanzi (Roma) |

|                                     |           |                   |
| Calloni 44’ (rig.), 84’ Braglia 53’ | Marcatori | 79’ (aut.) Turone |

| Arbitro: | Lo Bello (Siracusa) |

|                                                          |           |  |
| Braglia 16’ Bigon 56’ Calloni 58’ Morini 70’ Maldera 74’ | Marcatori |  |

| Arbitro: | Trinchieri (Reggio Emilia) |

|              |           |                       |
| Chiarugi 48’ | Marcatori | 11’ Calloni 89’ Bigon |

| Arbitro: | Celli (Trieste) |

|                      |           |  |
| Bigon 6’ Braglia 32’ | Marcatori |  |

| Arbitro: | Benedetti (Roma) |

|            |           |            |
| Cresci 90’ | Marcatori | 8’ Braglia |

| Arbitro: | Redini (Pisa) |

|  |           |                         |
|  | Marcatori | 65’ Braglia 85’ Boldini |

#### Finale
| Arbitro: | Gussoni (Tradate) |

|                         |           |  |
| Maldera 64’ Braglia 89’ | Marcatori |  |

### Coppa UEFA
| Bucarest 15 settembre 1976 Trentaduesimi di finale - Andata | Dinamo Bucarest | 0 – 0 | Milan | Stadionul Dinamo (20 000 spett.)\| Arbitro: \| Ohmsen \| |
| Arbitro:                                                    | Ohmsen          |       |       |                                                          |

| Arbitro: | Paterson |

|                       |           |               |
| Calloni 26’ Silva 74’ | Marcatori | 8’ Sătmăreanu |

| Arbitro: | Konrath |

|                                                             |           |                                |
| Paunov 18’ Manolov 25’ Dimitrov 40’ (rig.) Bigon 50’ (aut.) | Marcatori | 33’, 80’ Capello 47’ Collovati |

| Arbitro: | Linemayr |

|                        |           |  |
| Calloni 13’ Morini 29’ | Marcatori |  |

| Arbitro: | Corver |

|                                      |           |             |
| Dani 45’ (rig.), 81’ Carlos 48’, 86’ | Marcatori | 25’ Capello |

| Arbitro: | Eschweiler |

|                                      |           |                      |
| Calloni 53’, 83’ (rig.) Biasiolo 60’ | Marcatori | 86’ (rig.) Madariaga |

## Statistiche

### Statistiche di squadra
| Competizione | Punti            | In casa | In casa | In casa | In casa | In casa | In casa | In trasferta | In trasferta | In trasferta | In trasferta | In trasferta | In trasferta | Totale | Totale | Totale | Totale | Totale | Totale | DR  |
| Competizione | Punti            | G       | V       | N       | P       | Gf      | Gs      | G            | V            | N            | P            | Gf           | Gs           | G      | V      | N      | P      | Gf     | Gs     | DR  |
| ------------ | ---------------- | ------- | ------- | ------- | ------- | ------- | ------- | ------------ | ------------ | ------------ | ------------ | ------------ | ------------ | ------ | ------ | ------ | ------ | ------ | ------ | --- |
| Serie A      | 27               | 15      | 3       | 11      | 1       | 18      | 14      | 15           | 2            | 6            | 7            | 12           | 19           | 30     | 5      | 17     | 8      | 30     | 33     | -3  |
| Coppa Italia | vincitore        | 5       | 4       | 1       | 0       | 13      | 2       | 5            | 4            | 1            | 0            | 10           | 3            | 11     | 9      | 2      | 0      | 25     | 5      | +20 |
| Coppa UEFA   | ottavi di finale | 3       | 3       | 0       | 0       | 7       | 2       | 3            | 0            | 1            | 2            | 4            | 8            | 6      | 3      | 1      | 2      | 11     | 10     | +1  |
| Totale       | -                | 23      | 10      | 12      | 1       | 38      | 18      | 23           | 6            | 8            | 9            | 26           | 30           | 47     | 17     | 20     | 10     | 66     | 48     | +18 |

### Statistiche dei giocatori[23][24]
| Giocatore      | Serie A  | Serie A | Serie A     | Serie A    | Coppa Italia | Coppa Italia | Coppa Italia | Coppa Italia | Coppa UEFA | Coppa UEFA | Coppa UEFA  | Coppa UEFA | Totale   | Totale | Totale      | Totale     |
| Giocatore      | Presenze | Reti    | Ammonizioni | Espulsioni | Presenze     | Reti         | Ammonizioni  | Espulsioni   | Presenze   | Reti       | Ammonizioni | Espulsioni | Presenze | Reti   | Ammonizioni | Espulsioni |
| -------------- | -------- | ------- | ----------- | ---------- | ------------ | ------------ | ------------ | ------------ | ---------- | ---------- | ----------- | ---------- | -------- | ------ | ----------- | ---------- |
| E. Albertosi   | 30       | -33     | ?           | ?          | 10           | -5           | ?            | ?            | 6          | -10        | ?           | ?          | 46       | -48    | ?           | ?          |
| A. Anquilletti | 18       | 0       | ?           | ?          | 5            | 0            | ?            | ?            | 5          | 0          | ?           | ?          | 28       | 0      | ?           | ?          |
| A. Bet         | 26       | 0       | ?           | ?          | 11           | 1            | ?            | ?            | 5          | 0          | ?           | ?          | 42       | 1      | ?           | ?          |
| G. Biasiolo    | 17       | 1       | ?           | ?          | 9            | 0            | ?            | ?            | 4          | 1          | ?           | ?          | 30       | 2      | ?           | ?          |
| A. Bigon       | 22       | 4       | ?           | ?          | 10           | 4            | ?            | ?            | 6          | 0          | ?           | ?          | 38       | 8      | ?           | ?          |
| S. Boldini     | 6        | 0       | ?           | ?          | 8            | 1            | ?            | ?            | 2          | 0          | ?           | ?          | 16       | 1      | ?           | ?          |
| G. Braglia     | 3        | 0       | ?           | ?          | 10           | 6            | ?            | ?            | 0          | 0          | 0           | 0          | 13       | 6      | 0+          | 0+         |
| E. Calloni     | 29       | 5       | ?           | ?          | 9            | 6            | ?            | ?            | 5          | 4          | ?           | ?          | 43       | 15     | ?           | ?          |
| F. Capello     | 26       | 1       | ?           | ?          | 6            | 0            | ?            | ?            | 5          | 3          | ?           | ?          | 37       | 4      | ?           | ?          |
| F. Collovati   | 11       | 0       | ?           | ?          | 3            | 0            | ?            | ?            | 3          | 1          | ?           | ?          | 17       | 1      | ?           | ?          |
| D. Gorin       | 13       | 0       | ?           | ?          | 3            | 0            | ?            | ?            | 2          | 0          | ?           | ?          | 18       | 0      | ?           | ?          |
| G. Lorini      | 2        | 0       | ?           | ?          | 1            | 0            | ?            | ?            | 0          | 0          | 0           | 0          | 3        | 0      | 0+          | 0+         |
| A. Maldera     | 29       | 2       | ?           | ?          | 9            | 2            | ?            | ?            | 5          | 0          | ?           | ?          | 43       | 4      | ?           | ?          |
| G. Morini      | 24       | 4       | ?           | ?          | 9            | 2            | ?            | ?            | 6          | 1          | ?           | ?          | 39       | 7      | ?           | ?          |
| A. Rigamonti   | 0        | -0      | 0           | 0          | 1            | -0           | ?            | ?            | 0          | -0         | 0           | 0          | 1        | -0     | 0+          | 0+         |
| G. Rivera      | 27       | 4       | ?           | ?          | 7            | 0            | ?            | ?            | 5          | 0          | ?           | ?          | 39       | 4      | ?           | ?          |
| G. Sabadini    | 21       | 1       | ?           | ?          | 7            | 0            | ?            | ?            | 5          | 0          | ?           | ?          | 33       | 1      | ?           | ?          |
| M. Silva       | 20       | 4       | ?           | ?          | 6            | 2            | ?            | ?            | 4          | 1          | ?           | ?          | 30       | 7      | ?           | ?          |
| G. Tomba       | 0        | 0       | 0           | 0          | 1            | 0            | ?            | ?            | 0          | 0          | 0           | 0          | 1        | 0      | 0+          | 0+         |
| M. Turone      | 22       | 0       | ?           | ?          | 10           | 0            | ?            | ?            | 4          | 0          | ?           | ?          | 36       | 0      | ?           | ?          |
| F. Vincenzi    | 7        | 1       | ?           | ?          | 0            | 0            | 0            | 0            | 4          | 0          | ?           | ?          | 11       | 1      | 0+          | 0+         |

## Giovanili

La Primavera rossonera finalista al Torneo di Viareggio; tra di loro Fulvio Collovati (in piedi, terzo da destra), già protagonista in prima squadra, e la futura bandiera Franco Baresi (accosciato, primo da destra).

### Organigramma
Area sportiva
- Consigliere responsabile: Rino Ammendola[25]

Area tecnica
- Primavera
  - Allenatore: Francesco Zagatti[26]

### Piazzamenti
- Primavera:
  - Campionato: ?
  - Coppa Italia: ?
  - Torneo di Viareggio: finale
  - Blue Stars/FIFA Youth Cup: vincitore[26]
- Allievi Nazionali:
  - Torneo Internazionale Carlin's Boys: 3º posto[27]